# Neuquenia pallida
Neuquenia pallida är en spindelart som beskrevs av Cândido Firmino de Mello-Leitão 1940. 
Neuquenia pallida ingår i släktet Neuquenia och familjen mörkerspindlar. Inga underarter finns listade i Catalogue of Life.